# Matt Monro
Matt Monro, właśc. Terence Edward Parsons (ur. 1 grudnia 1930 w Londynie, zm. 7 lutego 1985 tamże) – brytyjski piosenkarz balladzista.
Początkowo występował pod pseudonimem Al Jordan. W 1965 przeniósł się do USA, gdzie występował w klubach nocnych.
Pierwszym jego przebojem była piosenka „Portrait of My Life” (1960). Z dużym powodzeniem wykonywał tytułowe tematy z filmów „From Russia with Love” (z Seanem Connerym w roli Jamesa Bonda) oraz „Born Free” (Elza z afrykańskiego buszu). Wystąpił podczas Konkursu Piosenki Eurowizji 1964 z utworem „I Love The Little Things”, w którym zajął drugie miejsce.

## Wybrana dyskografia
- Blue and Sentimental (1957)
- My Kind of Girl (1961)
- I Have Dreamed (1965)
- Walk Away (1965)
- Here's to My Lady (1967)
- These Years (1967)]
- Here and Now (1969)
- For the Present (1973)
- Heartbreakers (1980)